# 燙髮

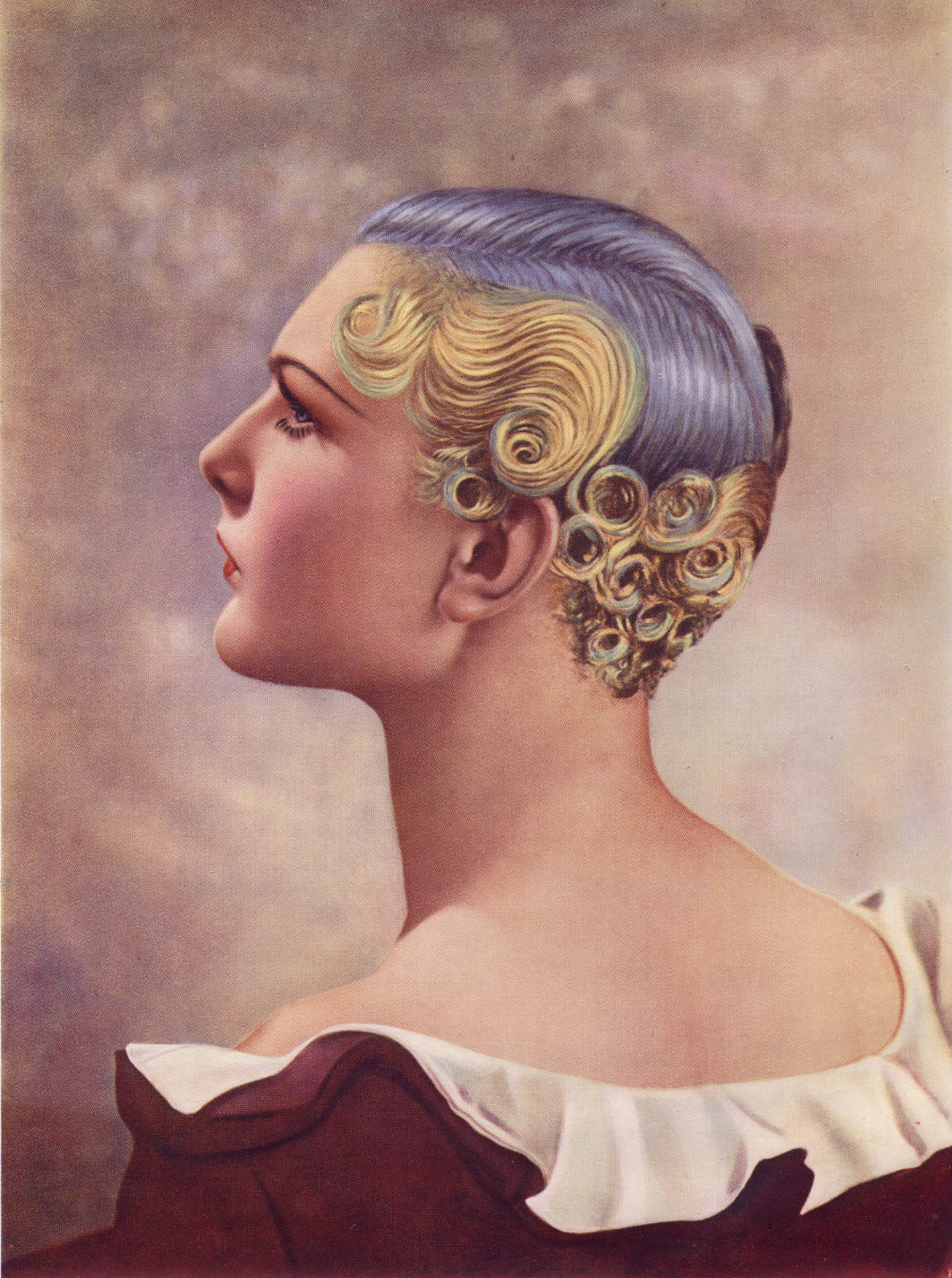
First Prize won at the Hairdressing Fashion Show London, 1935, using an Icall permanent-waving machine. The hair is shorter even than in the '20s and curls/waves are restricted to the back and sides, revealing the ears and neck. The colours were achieved by adding pigments to the setting lotion

燙髮（英語：Perm、permanent wave），是指將頭髮由直髮變為捲髮，使頭髮變成不同的捲曲度。市面上有許多燙髮藥水能令頭髮創造出捲紋的效果，一些帶有氨基酸及含角質蛋白的藥水便能使秀髮得到曲線美感外，亦會保持頭髮原有的水份以及光澤。早期的燙髮是埃及使用鹼性泥土結合樹枝當捲棒而成，但結論是效果並不持久。

## 外部連結
- "燙髮" - 搜索 Google 圖書